# 蒙泰居勒布兰
蒙泰居勒布兰（法語：Montaigu-le-Blin，法語發音：[mɔ̃tɛɡy lə blɛ̃]）是法国阿列省的一个市镇，属于维希区。

## 地理
蒙泰居勒布兰（46°17'40"N, 3°30'40"E）面积12.96 平方千米，位于法国奥弗涅-罗讷-阿尔卑斯大区阿列省，该省份为法国中部省份，北起涅夫勒省、西北接谢尔省，西南至克勒兹省，南至多姆山省，东南临卢瓦尔省，东临索恩-卢瓦尔省。
与蒙泰居勒布兰接壤的市镇（或旧市镇、城区）包括：布塞、桑德雷、圣热朗勒皮。

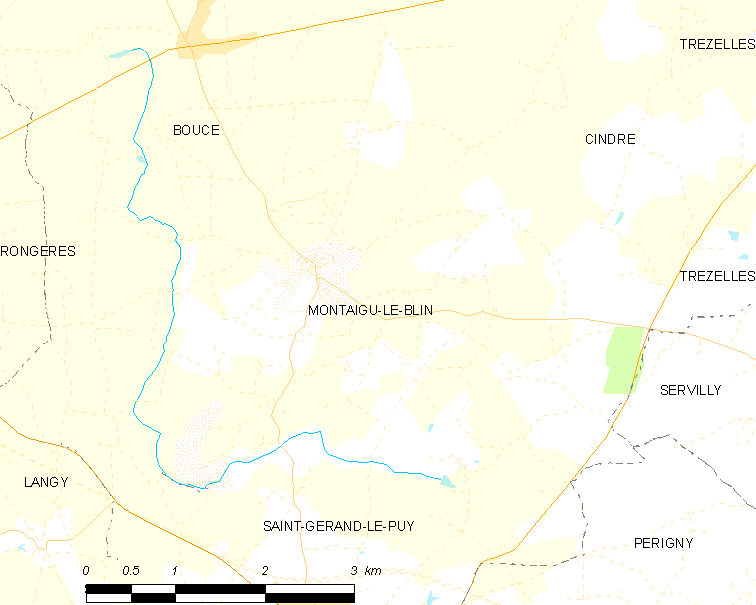
蒙泰居勒布兰的OSM定位图

蒙泰居勒布兰的时区为UTC+01:00、UTC+02:00（夏令时）。

## 行政
蒙泰居勒布兰的邮政编码为03150，INSEE市镇编码为03179。

## 政治
蒙泰居勒布兰所属的省级选区为锡乌勒河畔圣普尔桑县。

## 人口

1962-2008年间蒙泰居勒布兰人口变化图示

蒙泰居勒布兰于2022年1月1日时的人口数量为301人。